# Мечки
Мечка пренасочва насам.  За други значения вижте Мечка (пояснение).
Мечките (Ursus) са род едри хищни бозайници от семейство Мечкови (Ursidae). Латинското наименования на вида ursus, означава мечка.

## Видове
Родът включва 4 вида хищници като кафява мечка, бяла мечка, американска черна мечка и хималайска мечка.
Род Мечки
- †Пещерна мечка (Ursus spelaeus)
- Кафява мечка (Ursus arctos)
- Американска черна мечка (Ursus americanus)
- Бяла мечка (Ursus maritimus)
- Хималайска мечка (Ursus thibetanus)